# Альпеншток

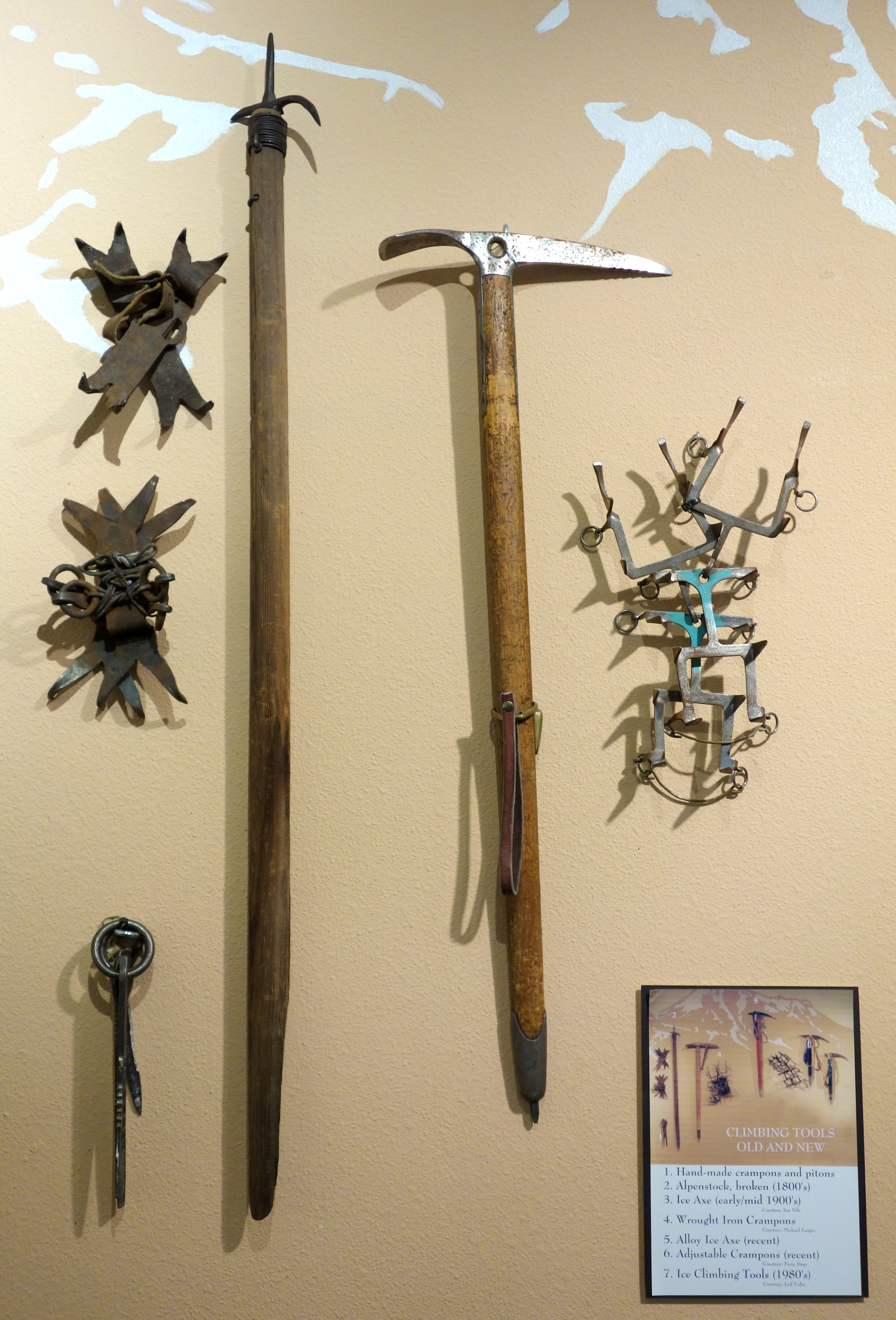
Слева — альпеншток XIX века, справа — ледоруб начала XX века

Альпеншто́к (от нем. Alpenstock — «альпийская палка») — применяемая при восхождении на горы палка длиной около 2 метров, имеющая острый стальной наконечник, называемый «штычок», и иногда снабжённая темляком, страхующим его на руке.
Используется горными туристами; до 1940-х годов XX века применялась и альпинистами.
2 альпенштока в горной местности использовались для крепления одной палатки.
В настоящее время вместо альпенштока в основном используются треккинговые палки.
У различных европейских народов существуют свои разновидности альпенштоков. У басков в Пиренеях — это палки-макилы, а у венгров, гуцулов, словаков и румын в Карпатах — топорики-валашки.
Кавказской разновидностью альпенштока была алабашья — «посошок», который представлял собой небольшую палку, с одной стороны которой был крючок и раздвоение, с другой стороны — железное остриё. Посошок использовался как казаками-пластунами горных бригад, так и горцами и служил как альпенштоком, так и подставкой типа «сошки», фиксирующей ружьё во время стрельбы. Для этой же цели, (подставка под ружьё) использовалась так же шашка, воткнутая в грунт и имеющая раздвоение в головке рукояти. В случае необходимости посошок мог быть использован как колющее оружие при рукопашной схватке. Посошок практически прекратил своё существование с появлением скорострельных видов оружия.

## Галерея

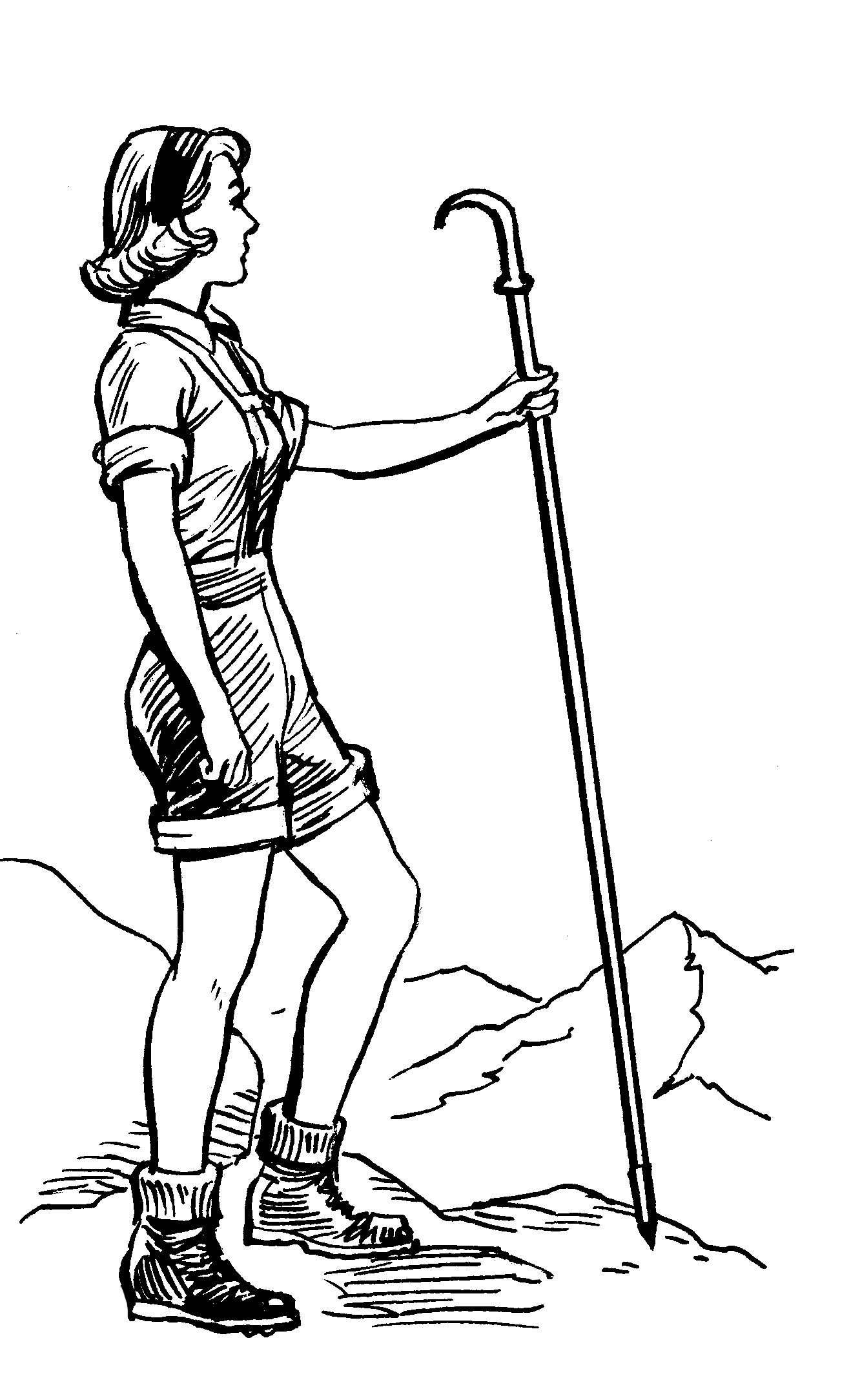
Девушка с альпенштоком
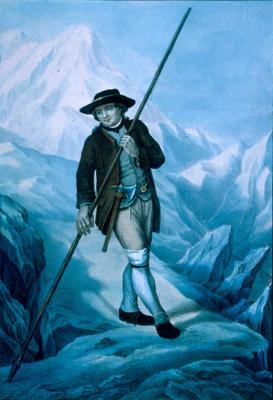
Жак Бальма, первовосходитель на Монблан с альпенштоком